# Paralimosina kinabalensis
Paralimosina kinabalensis är en tvåvingeart som beskrevs av Hayashi 2007. Paralimosina kinabalensis ingår i släktet Paralimosina och familjen hoppflugor. Inga underarter finns listade i Catalogue of Life.